# ۱۹۸۲ (فیلم ۲۰۱۹)
۱۹۸۲ فیلم درام لبنانی به کارگردانی ولید مونس است که در سال ۲۰۱۹ نمایش داده شد.
این فیلم برای اولین بار در جشنواره بین‌المللی فیلم تورنتو در سال ۲۰۱۹ نمایش داده شد، جایی که جایزه NETPAC را برای اولین نمایش جهانی یا بین‌المللی یک فیلم آسیایی دریافت کرد. این فیلم به عنوان فیلم نماینده لبنان در بخش بهترین فیلم بلند بین‌المللی در نود و دومین دوره اسکار انتخاب شد، اما به جمع نامزدهای نهایی راه نیافت.

## داستان
داستان فیلم در آغاز جنگ لبنان در سال ۱۹۸۲ رخ می‌دهد. یک معلم به نام یاسمین (با بازی نادین لبکی) در بیروت کار می‌کند و کودکی به نام وسام (با بازی محمد دالی) دانش‌آموز اوست که در مدرسه، به دنبال ابراز عشق به همکلاسیش جوآنا (جیا ماضی) است.

## بازیگران
- نادین لبکی در نقش یاسمین
- جیا ماضی در نقش جوانا
- رودریگ سلیمان در نقش جوزف
- علیا خالدی در نقش لیلی
- سعید سرحان در نقش جُرج
- محمد دالی در نقش وسام
- غسان معلوف در نقش ماجد